# بایه (کمون)
بایه (به فرانسوی: Bayet) یک کمون در فرانسه است که در آلیه واقع شده‌است. بایه ۲۲٫۵۸ کیلومتر مربع مساحت دارد و ۲۳۵ متر بالاتر از سطح دریا واقع شده‌است.